# Francisca Aguirre

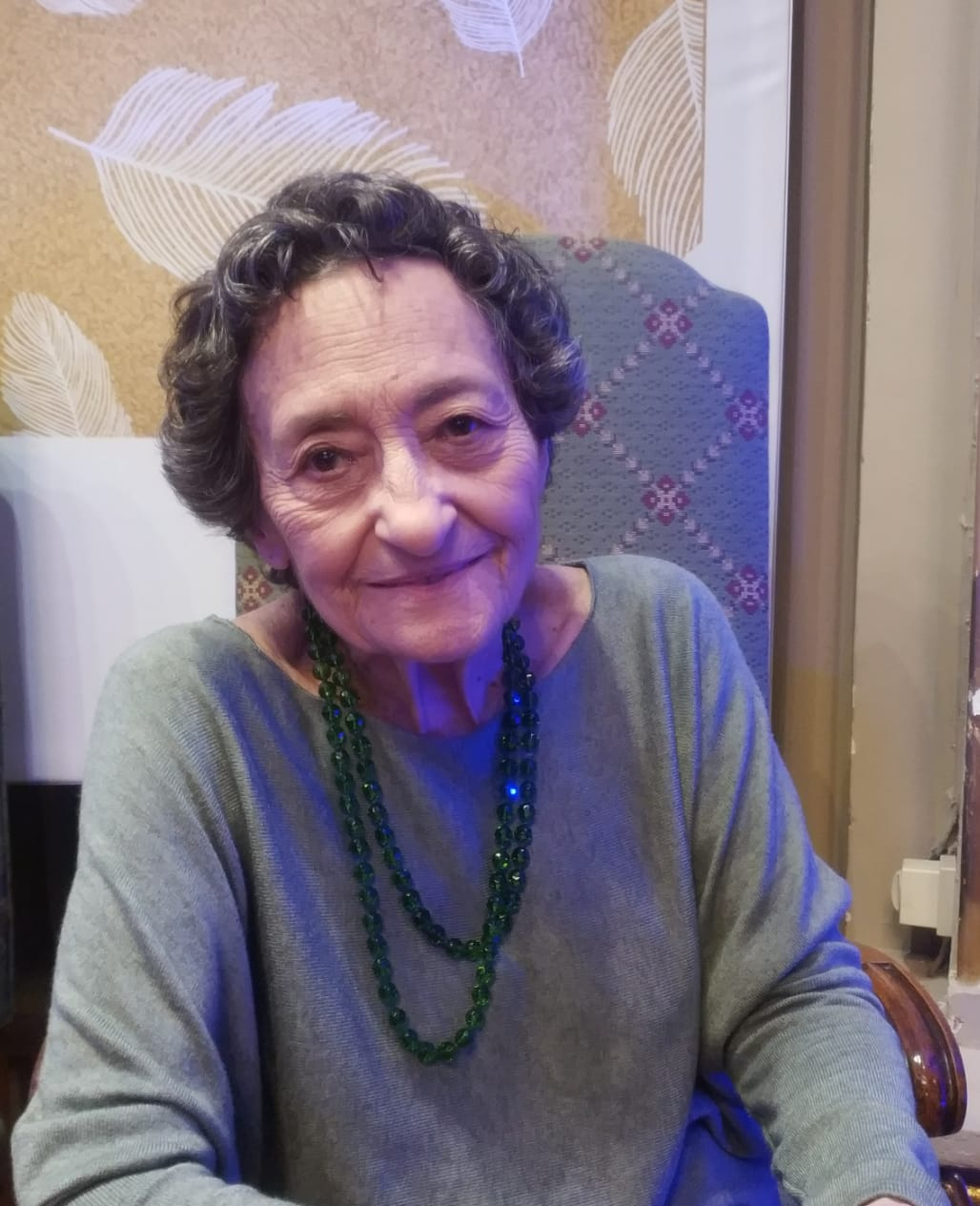
Francisca Aguirre (2019)

Francisca Aguirre Benito (* 27. Oktober 1930 in Alicante, Spanien; † 13. April 2019 in Madrid, Spanien) war eine spanische Dichterin und Autorin.

## Biographie
Aguirre wurde 1930 in Alicante geboren; ihr Vater war der Maler Lorenzo Aguirre. Von 1963 bis zu seinem Tod 2014 war sie mit dem Dichter Félix Grande verheiratet. Aus der Ehe ging eine Tochter, die Dichterin und Essayistin Guadalupe Grande (* 1965), hervor. Aguirre starb  im April 2019 im Alter von 88 Jahren in Madrid.

## Auszeichnungen
- Für ihren ersten Gedichtband Ithaca, der 1972 erschien, erhielt sie den Leopoldo Panero Poetry Award.
- Im Jahr 2011 gewann sie den National Poetry Prize für ihr Gedicht Historia de una anatomía.
- Aguirre erhielt im November 2018 den Staatspreis für spanische Literatur.